# Grgo Martić

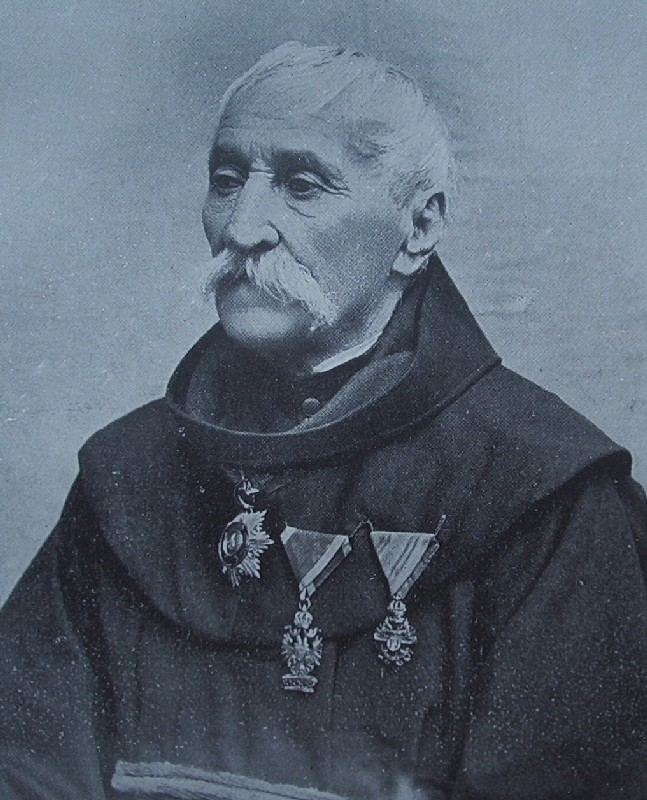
Grgo Martić

Grgo Martić (* 22. Januar 1822 in Rastovača bei Posušje; † 30. August 1905 in Kreševo) war ein Franziskaner und Schriftsteller aus Bosnien und Herzegowina.

## Leben

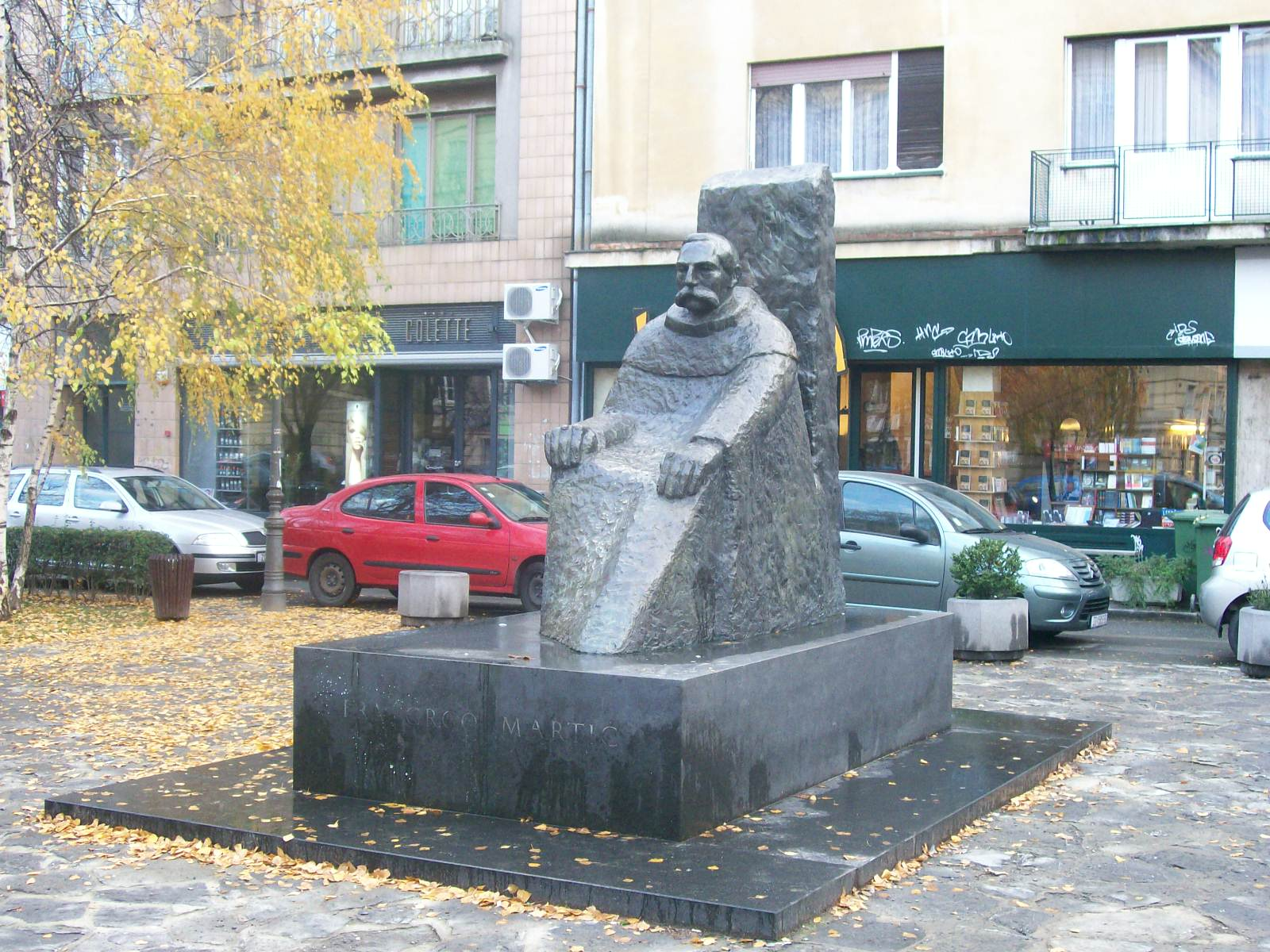
Denkmal in Zagreb

Grgo Martić wurde 1822 in Rastovača bei Posušje in der damals osmanischen Herzegowina geboren. Ab dem Jahre 1834 erhielt er seine Schulausbildung bei den Franziskanern im bosnischen Kreševo und entschied sich dort, in den Franziskanerorden einzutreten. Er blieb bis zum Jahre 1838 in Kreševo. Ab 1844 setzt er seine Schulausbildung außerhalb Bosniens in Požega, Zagreb und in Ungarn fort. Seine Priesterweihe erfolgt zu Weihnachten 1844. Als Kaplan war er drei Jahre in Kreševo und Osová pastoral tätig. Danach war er von 1851 bis 1879 Gemeindepfarrer in Sarajevo.
Martić betätigte sich als Schriftsteller und Übersetzer. So übersetzte er Werke von Homer und Goethe ins Kroatische. Zur Zeit der österreichisch-ungarischen Okkupation Bosniens und der Herzegowina wirkte er auch politisch und setzte sich für die römisch-katholische kroatische Bevölkerung Bosnien-Herzegowinas ein.
Ein Denkmal zu seinen Ehren wurde im Zentrum von Posušje direkt vor der Kirche aufgestellt. Des Weiteren erinnert ein Steinkreuz aus der damaligen Zeit (im Dorf Rastovača – seinem Geburtsort) an sein Leben und Wirken. Die Jahre von 1879 bis zu seinem Tod im Jahre 1905 verbrachte er hauptsächlich im Franziskanerkloster von Kreševo. Er wurde vom kroatischen Maler Ivan Tišov porträtiert.